# Insurrezione di aprile
L'insurrezione di aprile o insurrezione di Trieste fu una rivolta popolare avvenuta nella città di Trieste alla fine della campagna d'Italia durante la seconda guerra mondiale

## Storia
Voluta ed organizzata dal CLN, fu portata a termine dal Corpo Volontari della libertà (CVL) guidato dal colonnello Antonio Fonda Savio e da don Edoardo Marzari. I partigiani riuscirono a liberare la città dalle poche forze tedesche rimaste sul territorio il 30 aprile 1945. Il primo di maggio del 1945 Tito entrò a Trieste, anticipando di un giorno le truppe alleate neozelandesi, le quali presero solo il porto. I partigiani italiani vissero in clandestinità per tutto il periodo dell'occupazione jugoslava, che si protrasse per 42 giorni. Il 12 giugno gli Alleati raggiunsero un accordo con Tito, che accettò l'evacuazione da Trieste delle sue truppe. Fu creato il Territorio Libero di Trieste, una sorta di mini-stato sotto l'amministrazione anglo-americana, che durò 9 anni, fino al 1954 (Memorandum di Londra).

## Schieramento jugoslavo
- IX Corpo dell'Armata popolare di liberazione della Iugoslavia (NOVJ)
  - 30ª Divisione NOVJ
    - 17ª Brigata slovena di liberazione nazionale «Simon Gregorčič»
    - 18ª Brigata slovena di liberazione nazionale d'assalto «Bazoviška»
    - 19ª Brigata slovena di liberazione nazionale d'assalto «Srečko Kosovel»

  - 31ª Divisione NOVJ
    - 7ª Brigata slovena di liberazione nazionale d'assalto «France Prešeren»
    - 16ª Brigata slovena di liberazione nazionale «Janko Premrl-Vojko»
    - Brigata Tolminska